# Vincenzo Pelvi
Vincenzo Pelvi (Napoli, 11 agosto 1948) è un arcivescovo cattolico italiano, dal 18 novembre 2023 arcivescovo emerito di Foggia-Bovino.

## Biografia
Nasce a Napoli, città capoluogo di provincia e sede arcivescovile, l'11 agosto 1948.

### Formazione e ministero sacerdotale
Dopo l'ingresso in seminario, avvenuto mentre frequentava la IV ginnasio, consegue la maturità classica presso l'istituto Bianchi di Napoli.
Successivamente frequenta i corsi teologici presso la sezione San Tommaso d'Aquino della Pontificia facoltà teologica dell'Italia meridionale.
Il 18 aprile 1973 è ordinato presbitero dal cardinale Corrado Ursi.
Dopo l'ordinazione continua gli studi, conseguendo la laurea in teologia. È vicario parrocchiale presso la parrocchia di Santa Maria di Fatima a Secondigliano, segretario, docente di teologia sacramentaria e liturgica della Facoltà teologica ed animatore al seminario maggiore arcivescovile di Napoli. Inoltre ricopre l'incarico di direttore dell'ufficio pastorale diocesano, dal 1979 al 1987, di vicario episcopale di zona, dal 1988 al 1996, ed è canonico della cattedrale di Napoli. Dal 1988 ricopre anche la carica di direttore del settimanale diocesano e segretario aggiunto della Conferenza episcopale campana. L'11 marzo 1996 è nominato pro-vicario generale e, successivamente, vicario generale dell'arcidiocesi.
È autore di alcune pubblicazioni e collabora con qualche rivista.

### Ministero episcopale

#### Vescovo ausiliare di Napoli
L'11 dicembre 1999 papa Giovanni Paolo II lo nomina vescovo ausiliare di Napoli e vescovo titolare di Tinisa di Numidia.
Il 5 febbraio 2000 riceve l'ordinazione episcopale, nella cattedrale di Napoli, dal cardinale Michele Giordano, arcivescovo metropolita di Napoli, co-consacranti Agostino Vallini (poi arcivescovo e cardinale), vescovo di Albano, e Ciriaco Scanzillo, già vescovo ausiliare di Napoli.
Viene incaricato della pastorale diocesana e segue l'avvio formativo dell'Ordo Virginum nell'arcidiocesi.

#### Ordinario militare per l'Italia
Il 14 ottobre 2006 papa Benedetto XVI lo nomina ordinario militare per l'Italia, elevandolo alla dignità di arcivescovo; succede ad Angelo Bagnasco, precedentemente nominato arcivescovo metropolita di Genova. In quanto ordinario militare per l'Italia, riceve il grado onorifico di generale di corpo d'armata, secondo quanto previsto dalla legge.
L'11 agosto 2013, al compimento del 65º anno di età, nonostante le richieste in senso opposto presentate in precedenza sia al pontefice, Benedetto XVI, sia al presidente della Repubblica Italiana, Giorgio Napolitano, lascia l'incarico di ordinario militare per l'Italia.

#### Arcivescovo di Foggia-Bovino
L'11 ottobre 2014 papa Francesco lo nomina arcivescovo metropolita di Foggia-Bovino; succede a Francesco Pio Tamburrino, dimessosi per raggiunti limiti di età. Il 13 dicembre prende possesso dell'arcidiocesi.
Il 29 giugno 2015 riceve da papa Francesco, nella basilica di San Pietro in Vaticano, il pallio, che gli viene imposto dal nunzio apostolico Adriano Bernardini il 23 ottobre seguente, nella basilica cattedrale di Foggia in occasione dell'anniversario della dedicazione della stessa.
Il 18 novembre 2023 lo stesso papa accoglie la rinuncia al governo pastorale dell'arcidiocesi di Foggia-Bovino per raggiunti limiti di età; gli succede Giorgio Ferretti, del clero di Frosinone-Veroli-Ferentino, finora fidei donum in Mozambico. Rimane amministratore apostolico dell'arcidiocesi fino all'ingresso del successore, che avviene il 14 gennaio 2024.

## Genealogia episcopale
La genealogia episcopale è:
- Cardinale Scipione Rebiba
- Cardinale Giulio Antonio Santori
- Cardinale Girolamo Bernerio, O.P.
- Arcivescovo Galeazzo Sanvitale
- Cardinale Ludovico Ludovisi
- Cardinale Luigi Caetani
- Cardinale Ulderico Carpegna
- Cardinale Paluzzo Paluzzi Altieri degli Albertoni
- Papa Benedetto XIII
- Papa Benedetto XIV
- Cardinale Enrico Enriquez
- Arcivescovo Manuel Quintano Bonifaz
- Cardinale Buenaventura Córdoba Espinosa de la Cerda
- Cardinale Giuseppe Maria Doria Pamphilj
- Papa Pio VIII
- Papa Pio IX
- Cardinale Alessandro Franchi
- Cardinale Giovanni Simeoni
- Cardinale Vincenzo Vannutelli
- Cardinale Giovanni Battista Nasalli Rocca di Corneliano
- Cardinale Marcello Mimmi
- Arcivescovo Giacomo Palombella
- Cardinale Michele Giordano
- Arcivescovo Vincenzo Pelvi